# Rutherfurd (cràter)
|  | No s'ha de confondre amb Rutherford (cràter). |

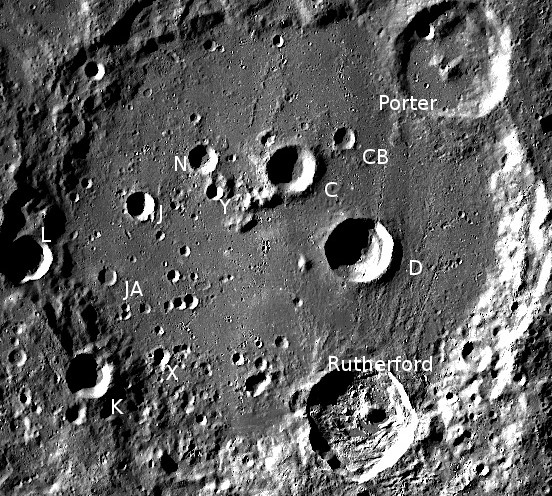
Entorn de Rutherfurd (fotografia de la missió LRO)

Rutherfurd és un cràter d'impacte lunar situat íntegrament en el bord sud del cràter Clavius, molt més gran. El cràter Porter es troba al nord-nord-est de Rutherfurd, en el bord nord-est de Clavius. Rutherfurd és el membre més gran de la cadena de cràters de grandària decreixent, que amb forma d'arc es corba a través del sòl de Clavius. Els cràters d'aquesta cadena no semblen tenir la mateixa edat, per la qual cosa aquesta formació és probablement més atribuïble a l'atzar que a una causa natural específica.

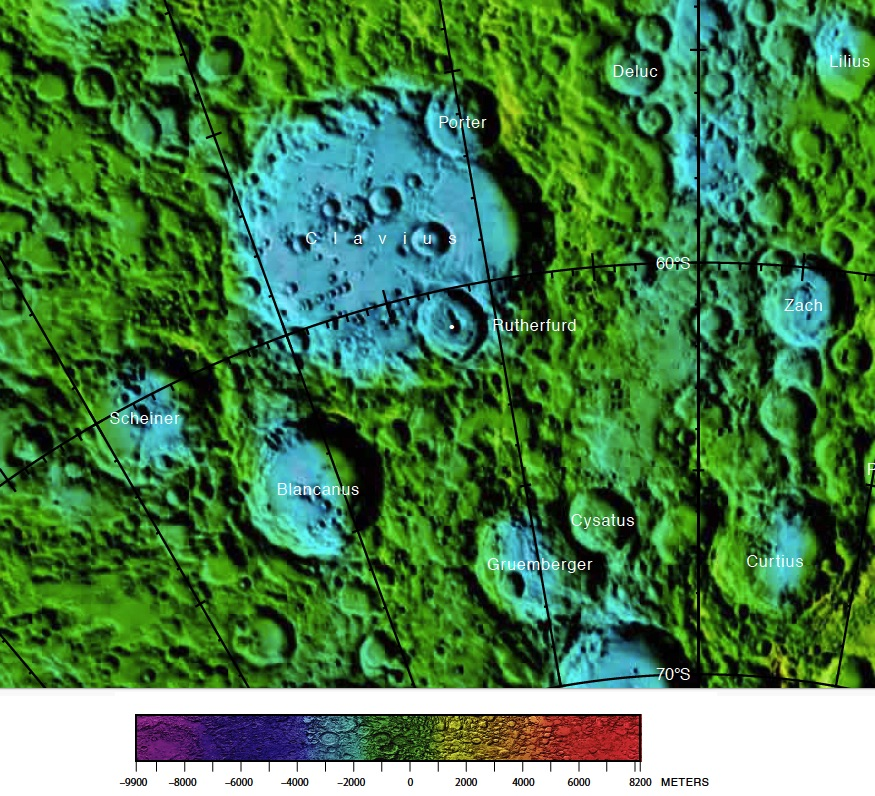
Localització de Rutherfurd (al centre de la imatge)

Rutherfurd posseeix una forma lleugerament ovalada, amb l'eix llarg orientat aproximadament en adreça nord-sud. Les rampes exteriors del seu costat nord formen una sèrie de crestes que s'irradien sobre el sòl de Clavius. La vora se superposa a la paret interior de Clavius i, per tant, la vora de Rutherfurd és més alt sobre la superfície en els costats nord i oest. El sòl és de forma irregular, i presenta un pic central desplaçat en certa manera al nord-est. El patró del material expulsat, de forma oblonga, i la ubicació del pic central indiquen que l'impacte inicial va poder haver-se produït en un angle rasant des del sud-est. A causa del seu sistema de marques radials, Rutherfurd es classifica com a part del Període Copernicà.
El cràter deu el seu nom a l'astrofotògraf Lewis Morris Rutherfurd, que va prendre les primeres fotografies telescòpiques de la lluna.

## Cràters satèl·lit
Per convenció aquests elements s'identifiquen en els mapes lunars col·locant la lletra en el costat del punt central del cràter més proper a Rutherfurd.
|            | \| Rutherfurd \| Coordenades \| Diàmetre \| \| ---------- \| ------------------------------------ \| -------- \| \| A \| 62° 12′ S, 11° 54′ O / 62.2°S,11.9°O \| 10 km \| \| B \| 62° 36′ S, 11° 24′ O / 62.6°S,11.4°O \| 6 km \| \| C \| 62° 30′ S, 10° 42′ O / 62.5°S,10.7°O \| 14 km \| \| D \| 63° 12′ S, 8° 48′ O / 63.2°S,8.8°O \| 8 km \| \| E \| 62° 48′ S, 8° 18′ O / 62.8°S,8.3°O \| 9 km \| |          |
| Rutherfurd | Coordenades | Diàmetre |
| A          | 62° 12′ S, 11° 54′ O / 62.2°S,11.9°O | 10 km    |
| B          | 62° 36′ S, 11° 24′ O / 62.6°S,11.4°O | 6 km     |
| C          | 62° 30′ S, 10° 42′ O / 62.5°S,10.7°O | 14 km    |
| D          | 63° 12′ S, 8° 48′ O / 63.2°S,8.8°O | 8 km     |
| E          | 62° 48′ S, 8° 18′ O / 62.8°S,8.3°O | 9 km     |

### Altres referències
- (WGPSN), IAU Working Group for Planetary System Nomenclature. «Gazetteer of Planetary Nomenclature. 1:1 Million-Scale Maps of the Moon» (en anglès).  UAI / USGS, 13-02-2013. [Consulta: 6 abril 2016].
- Andersson, L. E.; Whitaker, E. A.,. NASA Catalogue of Lunar Nomenclature (en anglès).  NASA RP-1097, 1982.
- Blue, Jennifer. «Gazetteer of Planetary Nomenclature» (en anglès).  USGS, 25-07-2007. [Consulta: 2 gener 2012].
- Bussey, B.; Spudis, P.. The Clementine Atlas of the Moon (en anglès).  Nueva York: Cambridge University Press, 2004. ISBN 0-521-81528-2.
- Cocks, Elijah E.; Cocks, Josiah C.. Who's Who on the Moon: A Biographical Dictionary of Lunar Nomenclature (en anglès).  Tudor Publishers, 1995. ISBN 0-936389-27-3.
- McDowell, Jonathan. «Lunar Nomenclature» (en anglès).   Jonathan's Space Report, 15-07-2007. [Consulta: 2 gener 2012].
- Menzel, D. H.; Minnaert, M.; Levin, B.; Dollfus, A.; Bell, B. «Report on Lunar Nomenclature by The Working Group of Commission 17 of the IAU» (en anglès). Space Science Reviews, 12, 1971, pàg. 136.
- Moore, Patrick. On the Moon (en anglès).  Sterling Publishing Co, 2001. ISBN 0-304-35469-4.
- Price, Fred W. The Moon Observer's Handbook (en anglès).  Cambridge University Press, 1988. ISBN 0521335000.
- Rükl, Antonín. Atlas of the Moon (en anglès).  Kalmbach Books, 1990. ISBN 0-913135-17-8.
- Webb, Rev. T. W.. Celestial Objects for Common Telescopes, 6ª edición revisada (en anglès).  Dover, 1962. ISBN 0-486-20917-2.
- Whitaker, Ewen A. Mapping and Naming the Moon (en anglès).  Cambridge University Press, 2003. 978-0-521-54414-6.
- Wlasuk, Peter T. Observing the Moon (en anglès).  Springer, 2000. ISBN 1-85233-193-3.